# Cells at Work! Black
Cells at Work! Black (japanisch はたらく細胞BLACK Hataraku Saibō Black) ist der Titel einer seit 2018 laufenden Mangaserie von Shigemitsu Harada, die im menschlichen Körper spielt und hauptsächlich den Blutkreislauf und Krankheiten behandelt. Sie ist ein Ableger der seit 2015 erscheinenden Serie Cells at Work! Die Hauptfiguren des Werks sind ein anthropomorphes rotes und ein weißes Blutkörperchen.
Der Manga wurde 2021 als Animeserie adaptiert und erscheint auch auf Deutsch und in weiteren Sprachen.

## Inhalt
Die Geschichten spielen im menschlichen Körper und erzählen von anthropomorphen Zellen. Die Serie konzentriert sich dabei auf zwei Zellen: ein junger Erythrozyt (rotes Blutkörperchen) und eine erfahrenere Leukozyte (weißes Blutkörperchen). Auf seinen ersten Reisen durch den Körper wird der zunächst hoch motivierte Erythrozyt zunehmend desillusioniert, denn der Körper ist gealtert und nicht mehr so voll funktionsfähig, wie er es in seiner Ausbildung gelernt hat: Die Adern sind verstopft und viele Zellen, auf die er trifft, sind vom Stress gezeichnet und reagieren gereizt und ungeduldig. Auch erlebt er die Folgen des Alters, von Stress und Sucht: Der Körper raucht, trinkt Alkohol, hat Erektionsstörungen und wird mit Gonokokken infiziert. Stress führt zu allergischen Reaktionen und Haarausfall, falsche Ernährung zu Nierensteinen. Schließlich kommt es zu Thrombosen, einer Lungenembolie sowie Infektionen mit Fußpilz und des Magens. Beim Vorfall im Magen verliert der Erythrozyt seinen liebsten Kollegen und Freund und verfällt darüber und wegen des schlechten Körperzustands und der Arbeitsbedingungen in Agonie. Schließlich leidet der Körper an Gicht und während auch viele andere Zellen ihren Arbeitsdrang verlieren, kann sich der Erythrozyt doch noch mal aufraffen. Dann aber kommt es zum Herzinfarkt und der Körper steht dem Tode nahe. Eine Wiederbelebung kann dies gerade so noch abwenden. Von da an bessert sich der Zustand des Körpers wieder und die Zellen gewinnen neuen Mut.

## Veröffentlichung
Der Manga erscheint als dritter Ableger von Cells at Work! seit dem 7. Juni 2018 (Ausgabe 27/2018) im Magazin Morning. Geschrieben wird er von Shigemitsu Harada und illustriert von Issei Hatsuyoshi unter der Leitung von Akane Shimizu – der Autorin der Vorlage. Das letzte Kapitel erschien am 21. Januar 2021. Die Kapitel erschienen auch gesammelt in sieben, insgesamt dann acht Bänden.
Von November 2019 bis Februar 2022 erschien der Manga bei Manga Cult auf Deutsch. Kodansha Comics bringt eine englische Fassung heraus und Tong Li Publishing eine chinesische.

## Anime-Adaption
Bei Liden Films entstand eine Adaption des Mangas als Animeserie für das japanische Fernsehen. Regie führte Hideyo Yamamoto und Hauptautor war Hayashi Mori. Das Charakterdesign stammt von Eiji Abiko und die künstlerische Leitung lag bei Chiaki Tsukahara und Masahiro Sato. Für das Mechanical Design war Yoshihiro Ujiie verantwortlich, für die 3D-Animationen Kazuaki Hara. Für den Ton zuständig war Ryoshi Tanaka und für die Kameraführung Junpei Takatsu.
Die Serie wurde vom 10. Januar bis 21. März 2021 von Tokyo MX, Tochigi TV, Gunma TV, BS11 in Japan ausgestrahlt. International wird der Anime von diversen Streamingdiensten veröffentlicht, darunter bei Wakanim auf Deutsch. Zu den anderen Diensten in mehreren anderen Sprachen zählen Crunchyroll, Funimation Entertainment, YouTube und AnimeLab.

### Synchronisation
Die Synchronisation entstand im Tonwerk München. Dialogbuch und Dialogregie übernahm Marie-Jeanne Widera.
| Rolle                             | japanische Sprecher (Seiyū) | deutsche Sprecher            |
| --------------------------------- | --------------------------- | ---------------------------- |
| Rotes Blutkörperchen              | Junya Enoki                 | Fabian Rohm                  |
| Neutrophil, Weißes Blutkörperchen | Yōko Hikasa                 | Laura Preiss                 |
| Gehirnzelle                       | Daisuke Hirakawa            | Arne Hörmann                 |
| Makrophage                        | Hekiru Shiina               | Ilena Gwisdalla              |
| weiteres Rotes Blutkörperchen     | Kenn                        | Fabian Wittkowski            |
| weiteres Weißes Blutkörperchen    | Lynn                        | Marie-Jeanne Widera          |
| weiteres Weißes Blutkörperchen    | Yumi Uchiyama               | Poetine Alija                |
| Leberzelle                        | Sarah Emi Bridcutt          | Janina Dietz                 |
| Blutplättchen                     | Yurika Kubo                 | Eleni Möller-Architektonidou |

### Musik
Die Serienmusik wird von Yūgo Kanno komponiert. Das Lied im Vorspann ist Hashire! von Polysics und Seiya Yamasaki.